# Попов Олег Валерійович
Оле́г Вале́рійович Попо́в (29 липня 1997, с. Низове, Новоархангельський район, Кіровоградська область, Україна — 25 серпня 2017, смт Талаківка, Кальміуський район м. Маріуполь, Донецька область, Україна) — солдат Збройних сил України, учасник російсько-української війни.

## Біографія
Народився 1997 року в селі Низове на Кіровоградщині. Закінчив Кальниболотську загальноосвітню школу в сусідньому селі Кальниболота. Продовжив навчання в Торговицькому професійно-технічному училищі за спеціальністю механізатора.
Під час російської збройної агресії проти України вступив на військову службу за контрактом.
Солдат, старший оператор протитанкового відділення протитанкового кулеметного взводу 2-ї мотопіхотної роти 9-го окремого мотопіхотного батальйону «Вінниця» 59-ї окремої мотопіхотної бригади, військова частина А2896.
24 серпня 2017 року о 23:45, під час обстрілу взводного опорного пункту зі стрілецької зброї в районі смт Талаківка на Маріупольському напрямку, дістав наскрізне кульове поранення голови. Було надано екстрену медичну допомогу, але під час евакуації до медичного закладу, о 00:06 25 серпня, Олег помер.
Похований 27 серпня на кладовищі села Низове.
Залишилися батьки, молодший брат і сестра.

## Нагороди та вшанування
- Указом Президента України № 363/2017 від 14 листопада 2017 року, за особисту мужність і самовіддані дії, виявлені у захисті державного суверенітету та територіальної цілісності України, зразкове виконання військового обов'язку, нагороджений орденом «За мужність» III ступеня (посмертно)[4].